# 이라크 박물관

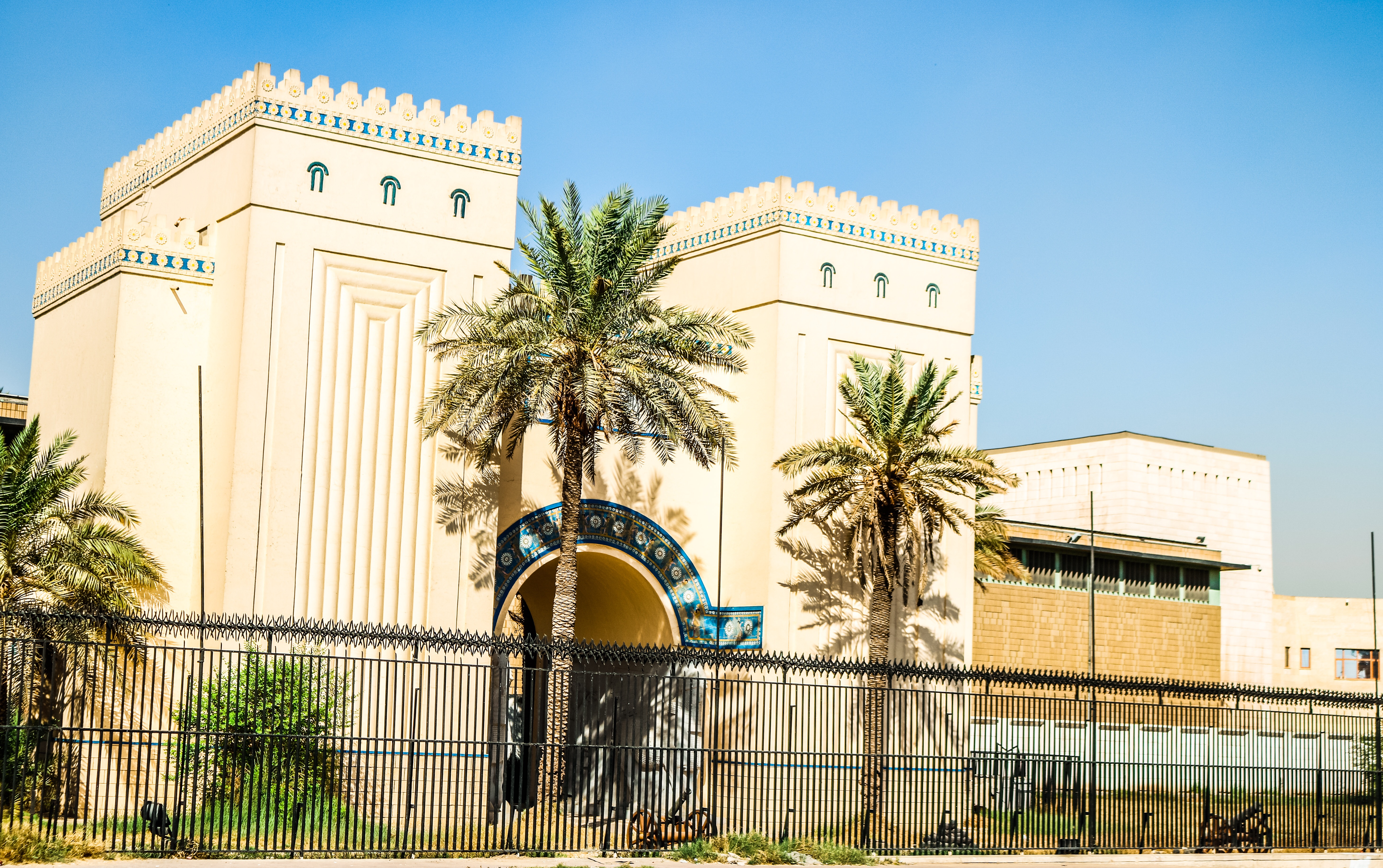
박물관 입구

이라크 박물관(아랍어: المتحف العراقي)은 바그다드에 위치한 이라크 국립 박물관이다. 비공식적으로는 이라크 국립 박물관이라고 불리기도 한다. 이라크 박물관에는 메소포타미아, 아바스 왕조, 페르시아 문명의 귀중한 유물들이 소장되어 있다. 2003년 이라크 침공 당시와 그 이후에 약탈당했다. 국제 사회의 노력에도 불구하고 도난당한 유물 중 일부만 반환되었다. 수년간 보수 공사로 인해 문을 닫고 거의 공개되지 않다가, 2015년 2월에 공식적으로 재개관했다.

## 갤러리

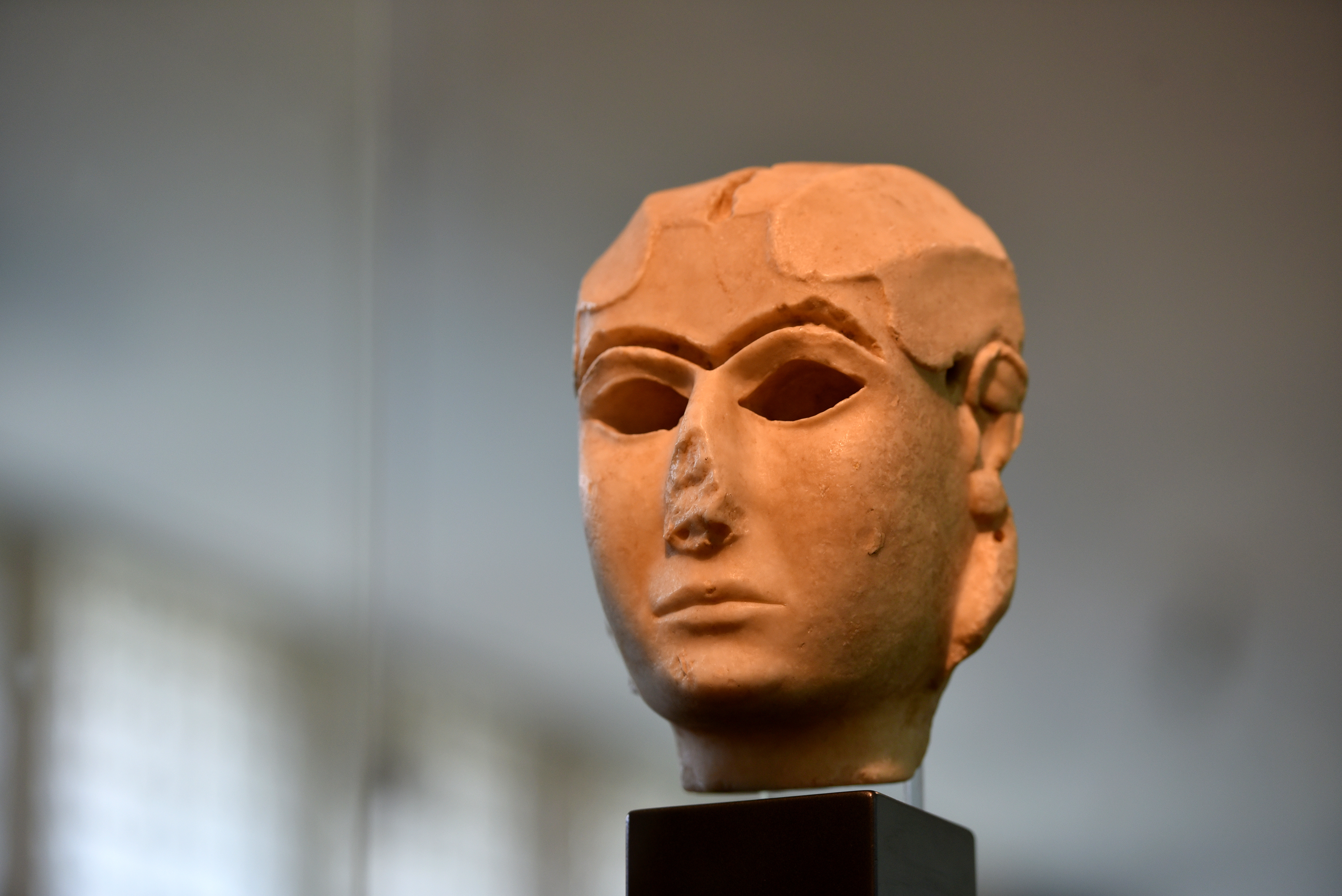
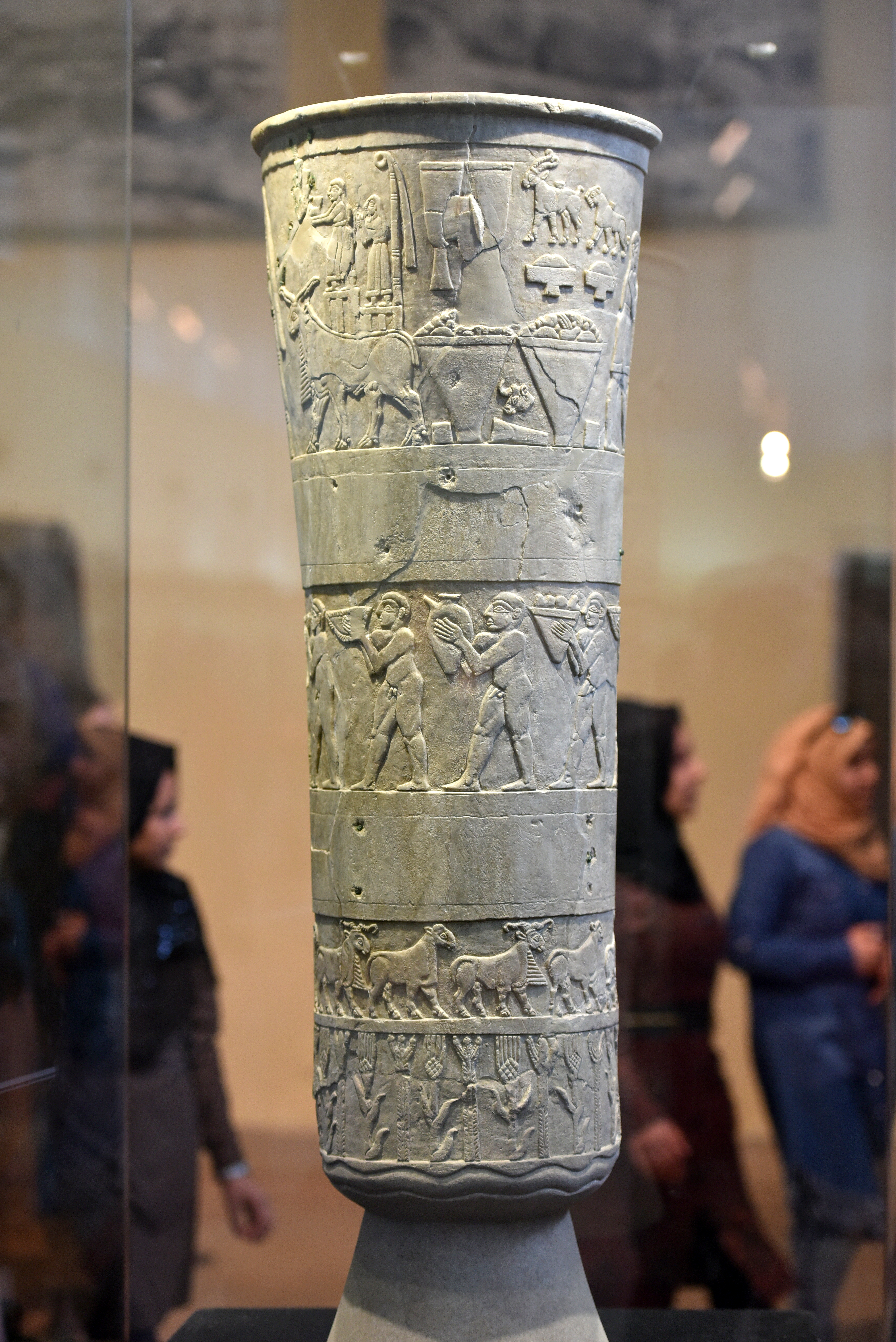
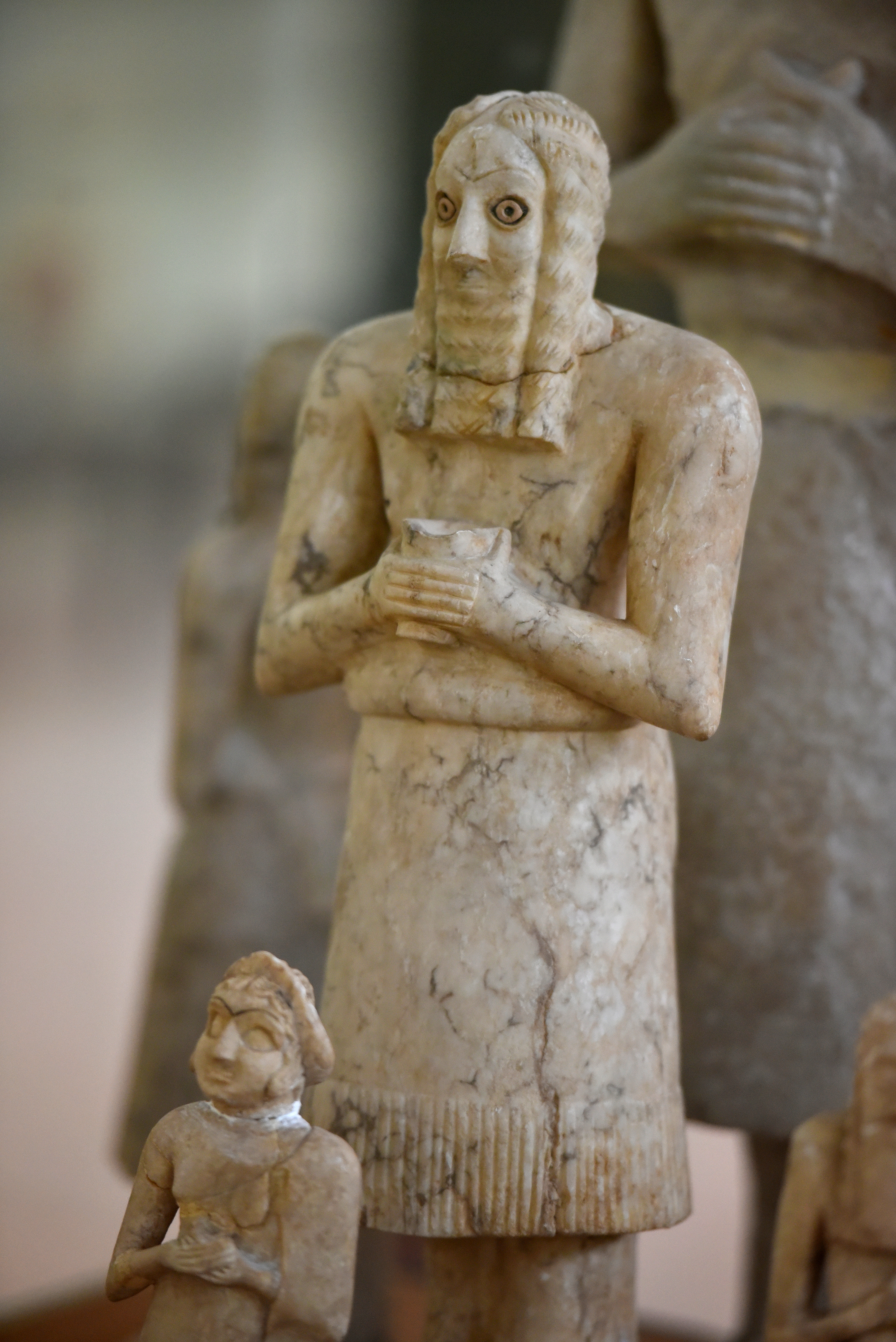
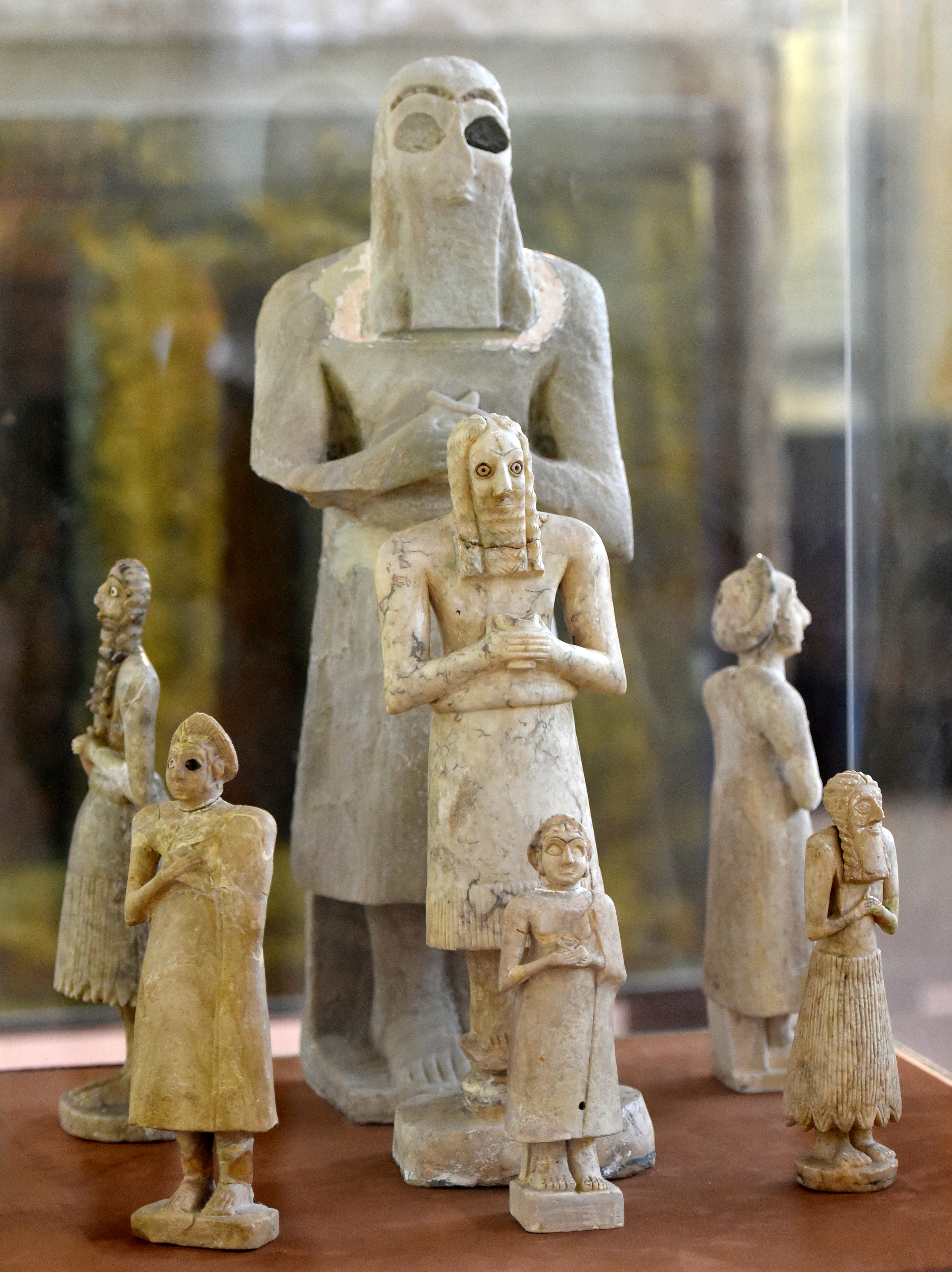
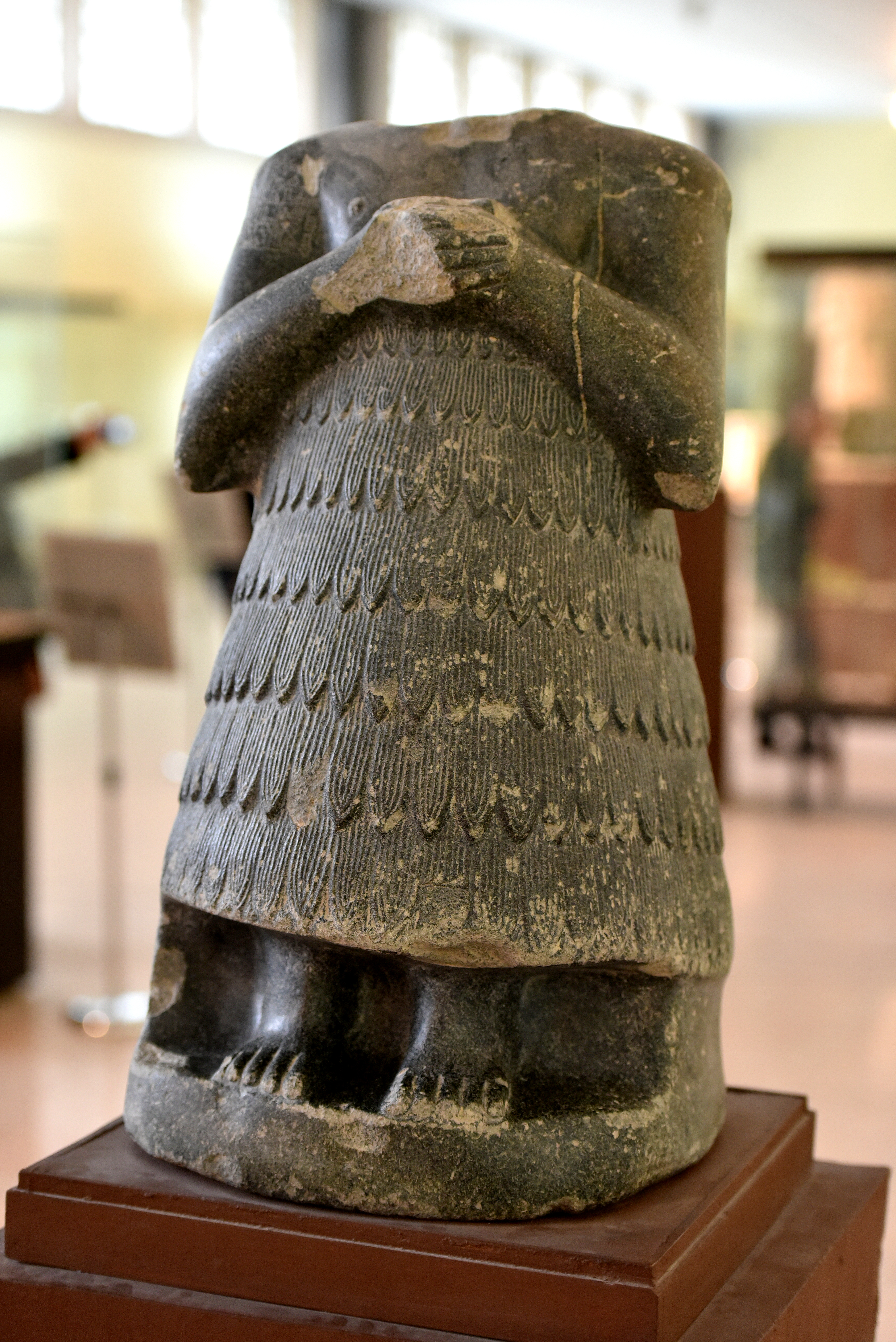
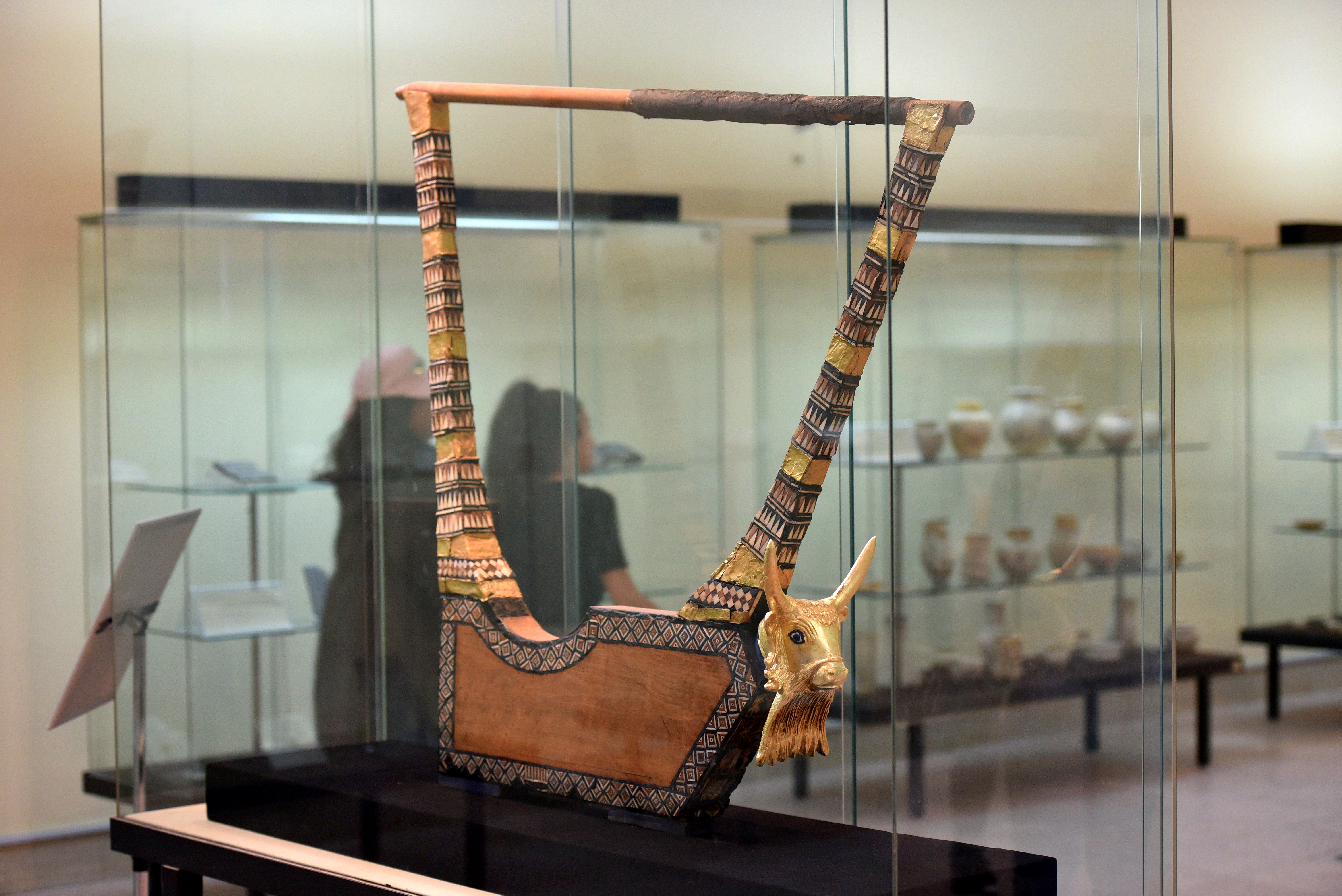
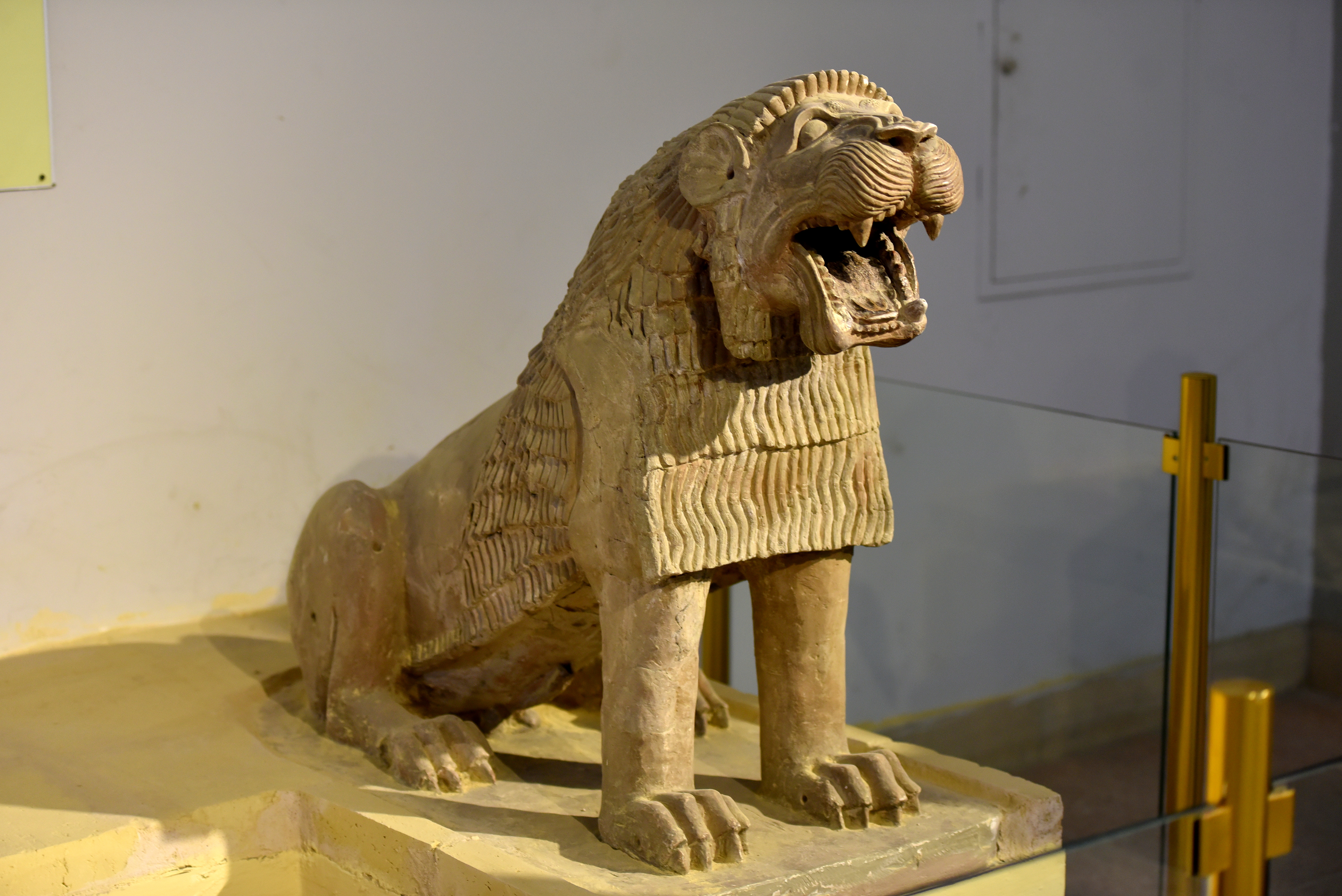
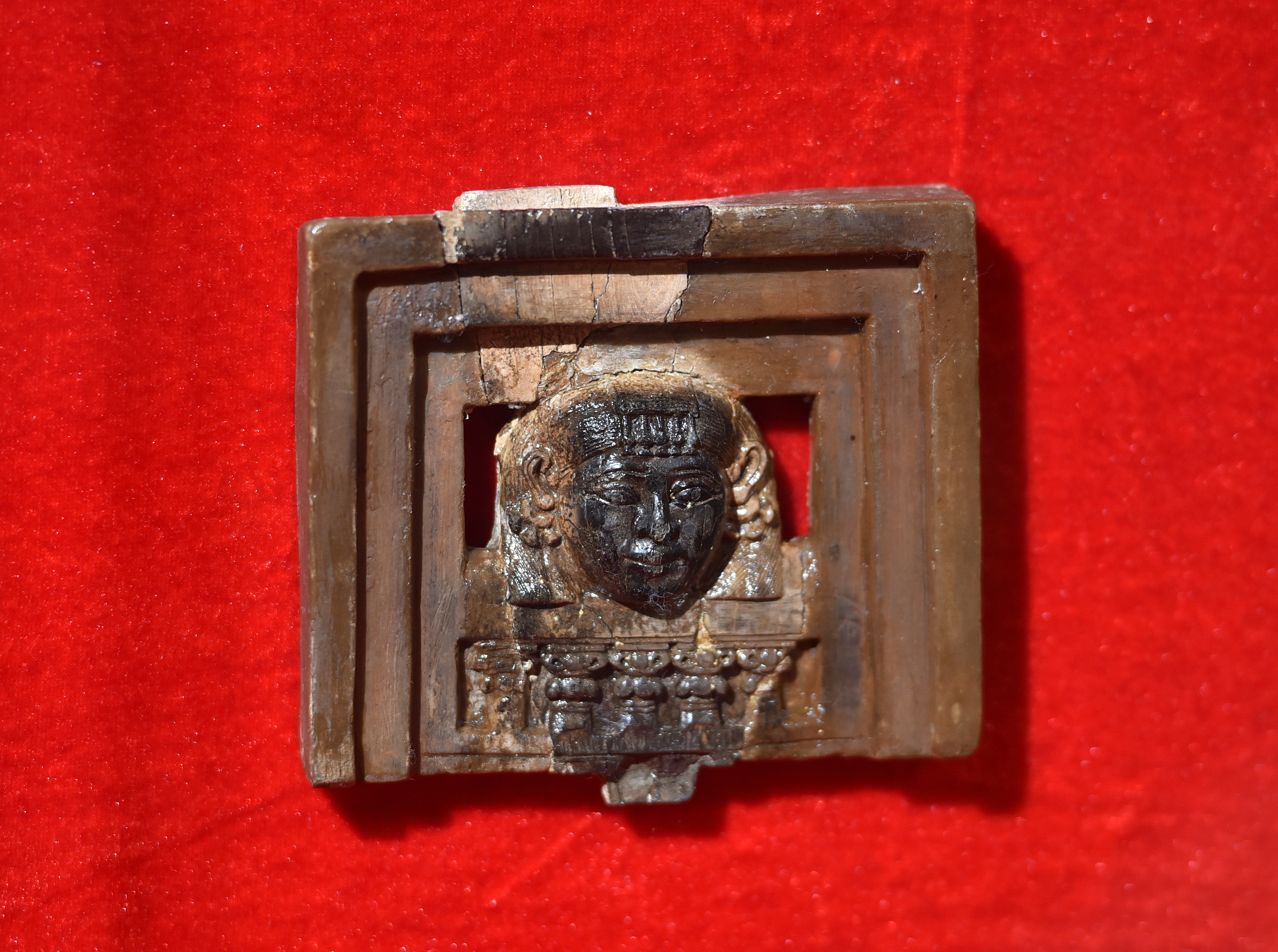
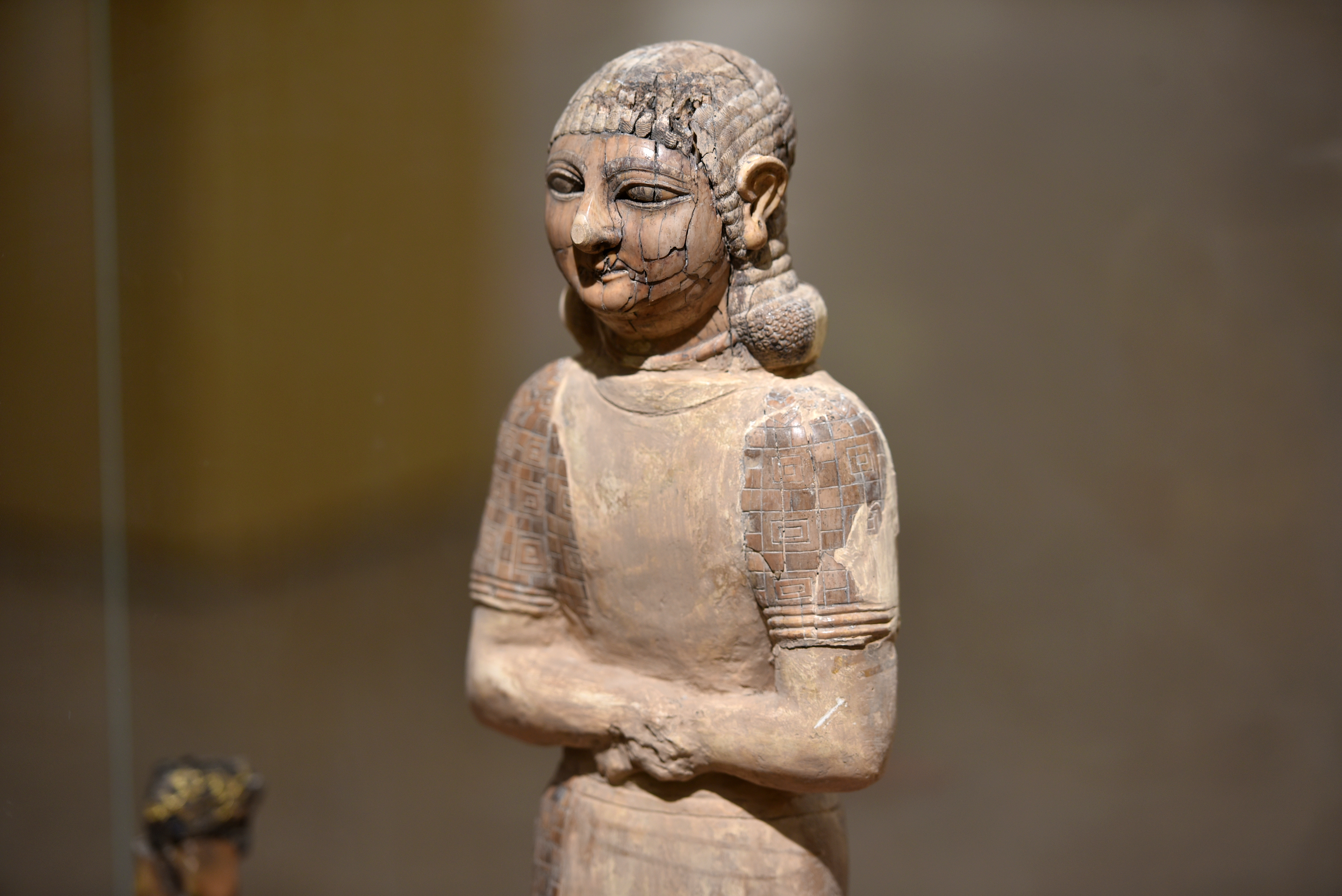
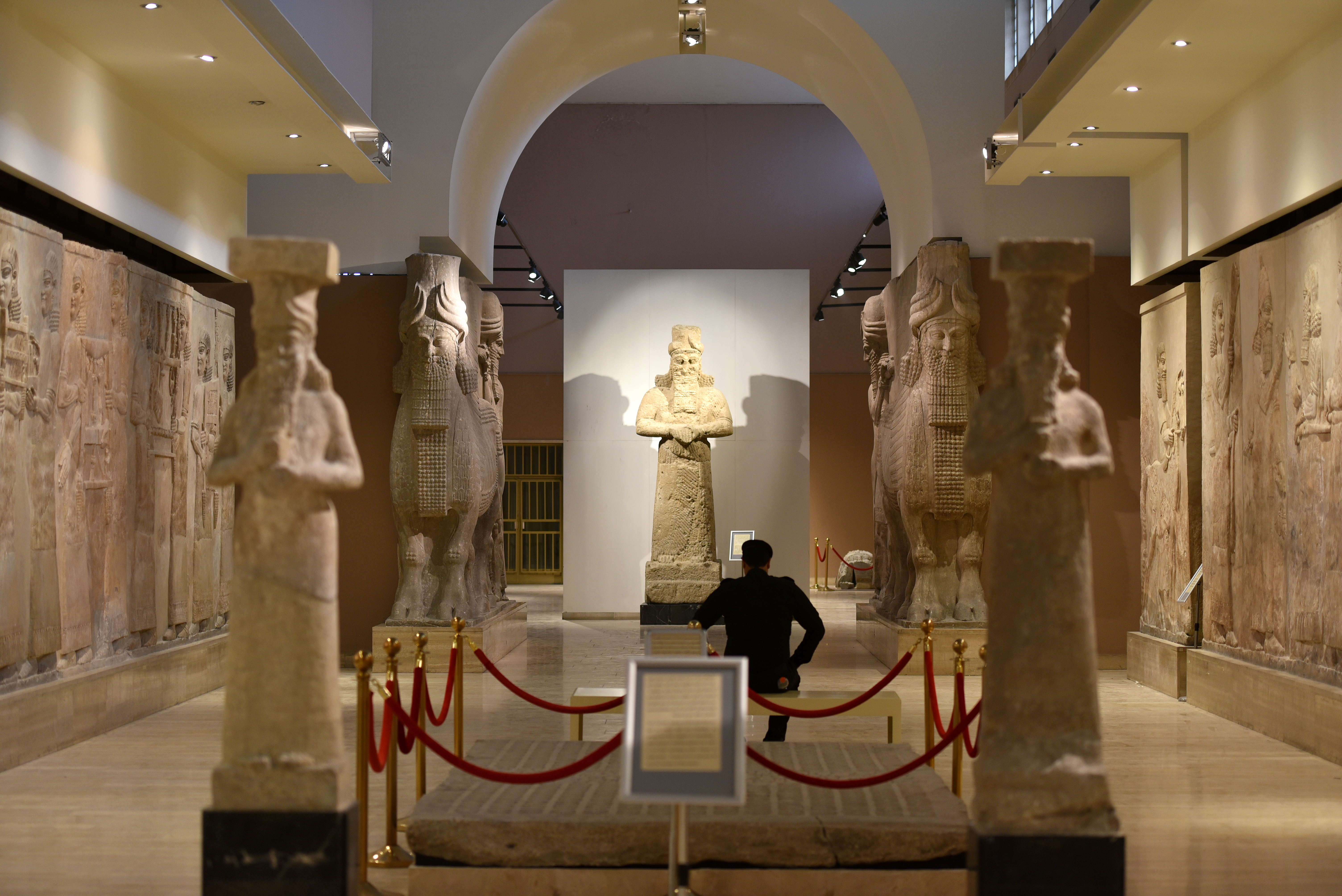
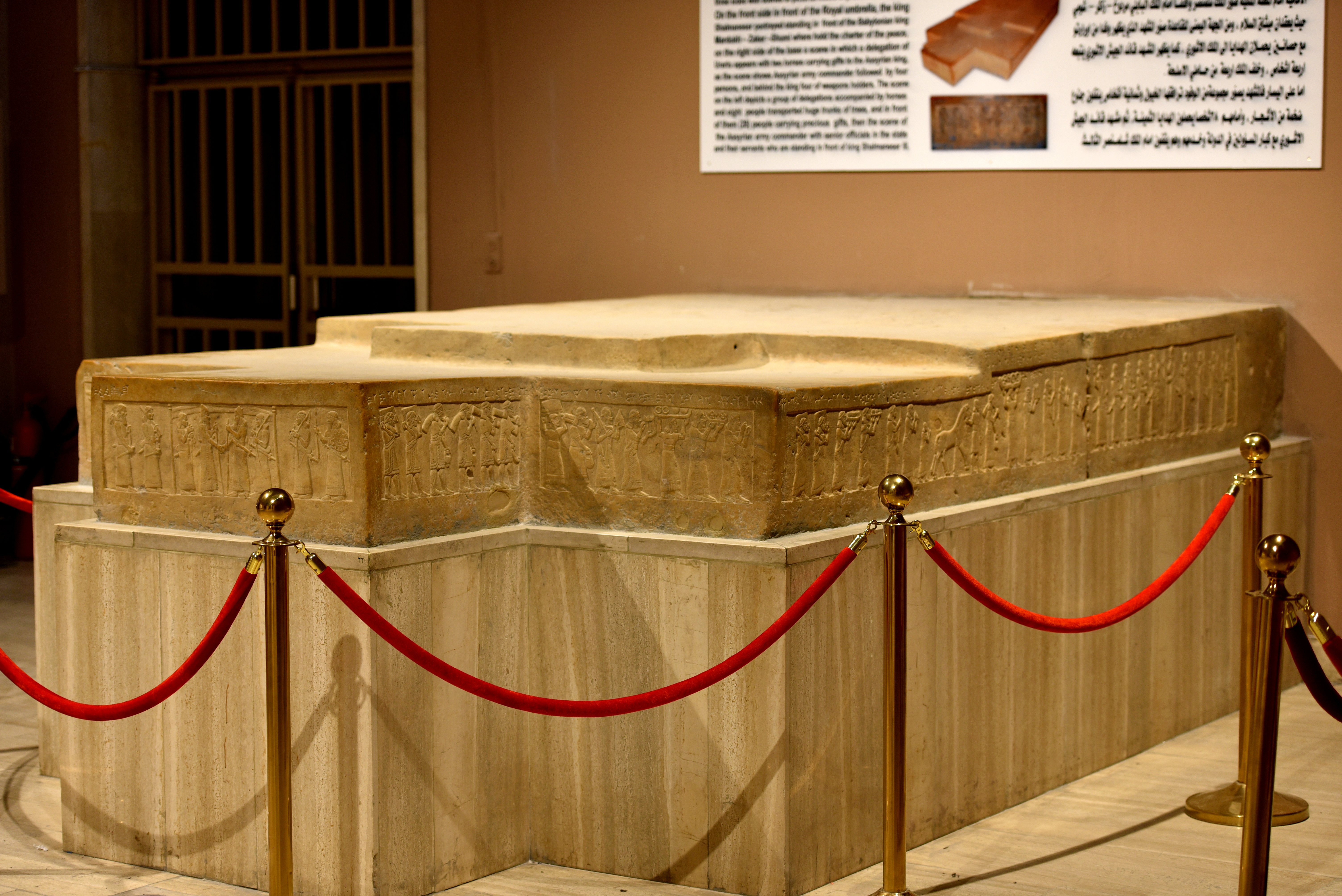
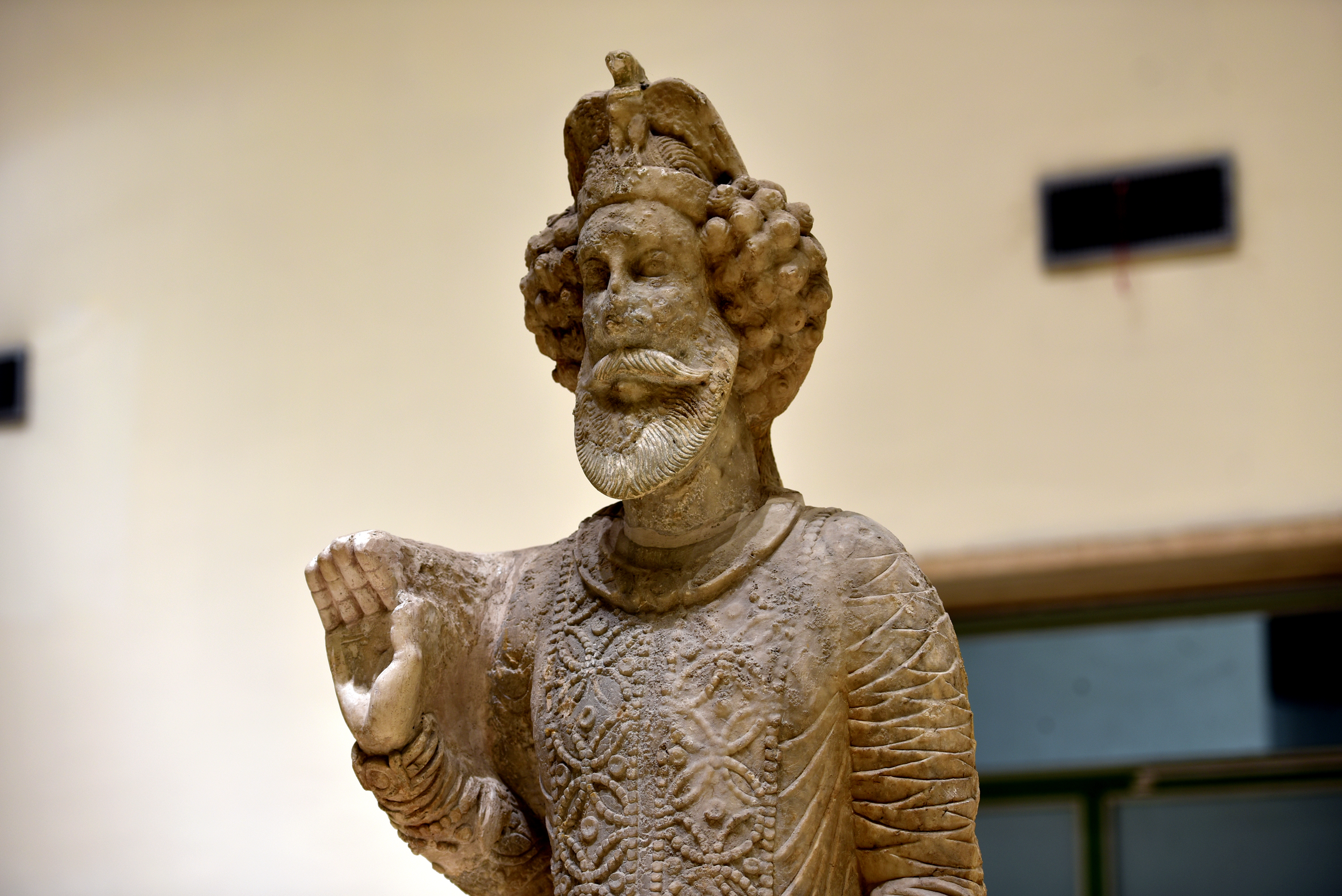
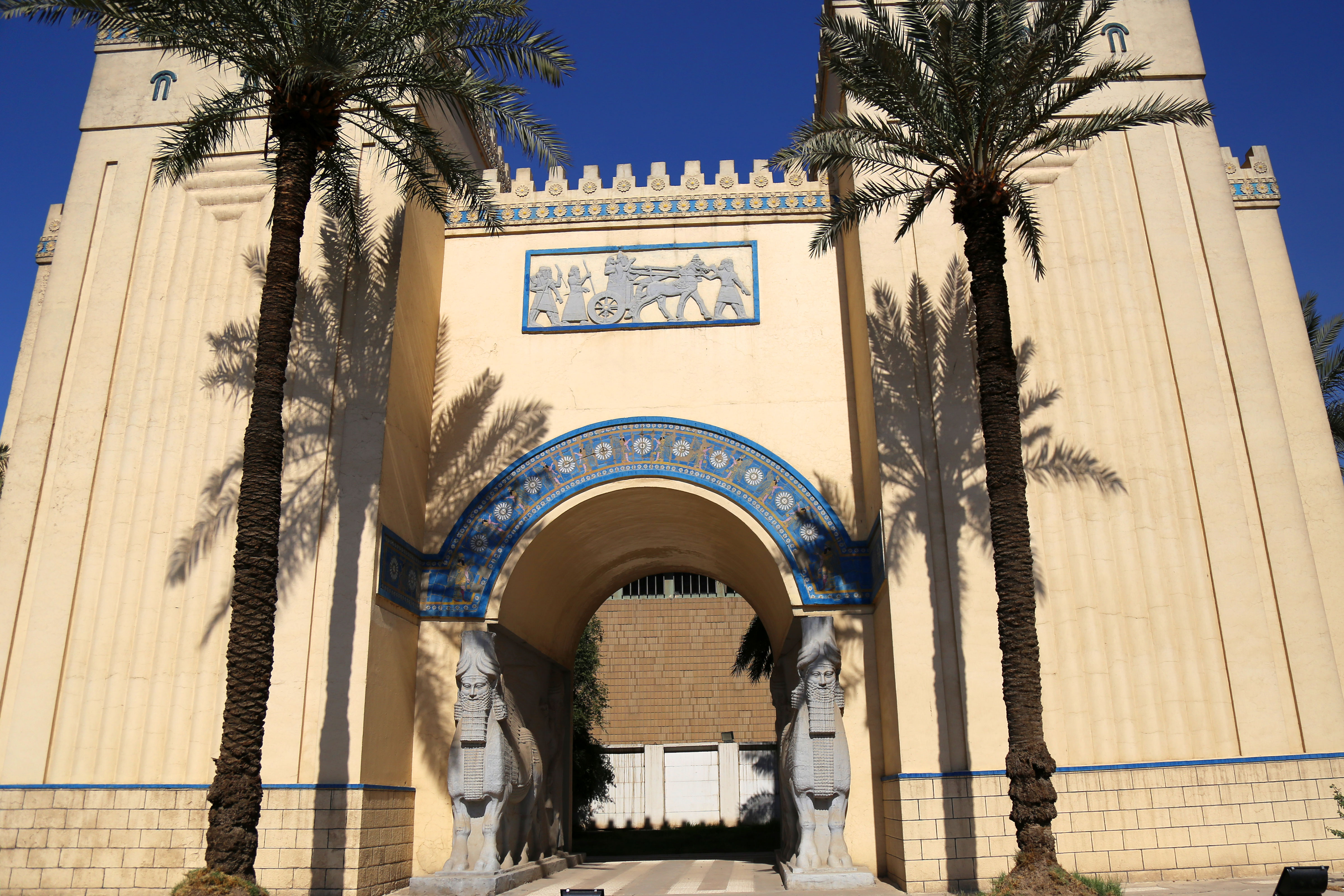
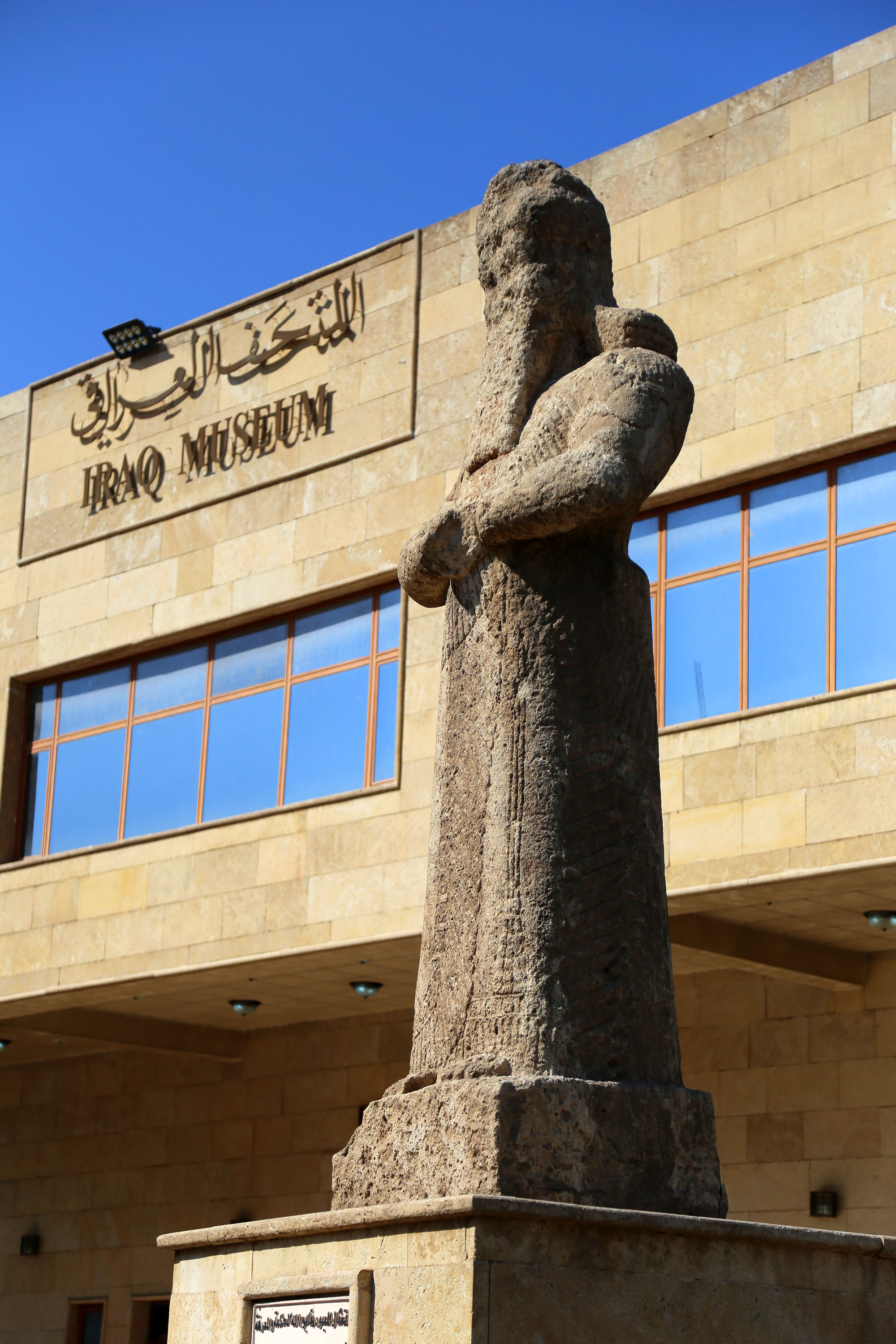

## 같이 보기
- 메소포타미아 미술